# Ignaz Venetz
Ignaz (Ignasi) Venetz (1788 — 1859) va ser un enginyer i naturalista suís; va ser un dels primers científics a reconéixer que les glaceres eren una de les formes principals per modelar el paisatge de la Terra. Va jugar un gran paper en la fundació de la glaciologia.
Venetz provenia d'una família assentada des de feia molt de temps al Valais, on ell va treballar com enginyer com després ho va fer al cantó de Vaud. El 1821 va iniciar la seva obra "Mémoire sur les Variations de la température dans les Alpes de la Suisse", on suggeria que gran part d'Europa havia estat en el passat coberta per glaceres. El seu llibre va ser finalment el 1833 després de més recerca als Alps de Suïssa, set anys més tard Louis Agassiz publicà la seva famosa obra Étude sur les glaciers.